# Мюррей, Джойс
Джойс Мюррей (англ. Joyce Murray; род. 11 июля 1954, Швейцер-Ренеке, Трансвааль, ЮАС) — канадский «сажатель деревьев», политический и государственный деятель. Член Либеральной партии Канады. Член Палаты общин Канады от избирательного округа Ванкувер-Квадра с 2008 года. Действующий министр рыбного хозяйства, океанов и Канадской береговой охраны с 26 октября 2021 года. В прошлом — министр цифрового правительства (2019—2021), председатель совета Государственного казначейства Канады (2019).

## Биография
Родилась 11 июля 1954 года в городе Швейцер-Ренеке в Северо-Западной провинции ЮАР. Иммигрировала в Канаду со своими родителями в 1961 году. Выросла в Ванкувере. Её отец Гордон Мюррей (Gordon Murray) основал фирму Murray & Associates, которая оказывает геодезические услуги, её мать Шарлотта Коу Мюррей (Charlotte Coe Murray) была первой женщиной-доцентом (assistant professor) в школе архитектуры Университете Британской Колумбии.
Окончила Университет Саймона Фрейзера, где получила степень магистра делового администрирования.
В 1979 году вместе с мужем Дирком Бринкманом основала международную компанию по лесовосстановлению. Была председателем совета директоров компании Brinkman & Associates Reforestation Ltd. (B&ARL). Первоначально компания работала в Британской Колумбии. Позднее бизнес распространился до тропических лесов Центральной Америки. Компания посадила более 1,6 млрд деревьев, более 500 000 сеянцев за 25 лет посадила лично Джойс Мюррей.
По результатам региональных выборов 2001 года избрана членом Законодательного собрания Британской Колумбии от провинциальной Либеральной партии, которым была до 2005 года. Являлась министром охраны вод, почв и атмосферного воздуха, а затем министром управленческих услуг в правительстве Британской Колумбии под руководством Гордона Кэмпбелла.
Впервые избрана членом Палаты общин Канады от Либеральной партии Канады по результатам парламентских выборов 2008 года в округе Ванкувер-Квадра. Выступала за закон о запрете перевозок нефти и нефтепродуктов танкерами вместимостью более 12,5 тыс. тонн вдоль северного побережья провинции Британская Колумбия для снижения рисков разливов нефти в море, принятый в июне 2019 года. Также поддержала закон о легализации и строгом регулировании каннабиса, принятый в июне 2018 года.
После парламентских выборов 2015 года назначена парламентским секретарём председателя совета Государственного казначейства Канады. 18 марта 2019 года назначена председателем совета Государственного казначейства Канады. 20 ноября назначена министром цифрового правительства Канады.
26 октября 2021 года назначена министром рыбного хозяйства, океанов и Канадской береговой охраны. Сменила Бернадетт Джордан, которая проиграла парламентские выборы 2021 года. Прежнему министру не простили притеснение коренных народов Канады, ведущих промысел лобстеров в Новой Шотландии. Также Бернадетт Джордан выступала за поэтапное прекращение садкового разведения лососей на островах Британской Колумбии.

## Личная жизнь
Живёт в Ванкувере.
В 1977 году вышла замуж за Дирка Бринкмана (Dirk Brinkman). Родила трёх детей: двух сыновей и дочь. Её старший сын Баба Бринкман (род. 1978) — рэп-исполнитель. Эрик (Erik Brinkman) — в настоящее время директор Brinkman Group. У неё пять внуков.